# Monte Carlo Masters 2001 - Qualificazioni singolare
Le qualificazioni del singolare  del Monte Carlo Masters 2001 sono state un torneo di tennis preliminare per accedere alla fase finale della manifestazione. I vincitori dell'ultimo turno sono entrati di diritto nel tabellone principale. In caso di ritiro di uno o più giocatori aventi diritto a questi sono subentrati i lucky loser, ossia i giocatori che hanno perso nell'ultimo turno ma che avevano una classifica più alta rispetto agli altri partecipanti che avevano comunque perso nel turno finale.
Le qualificazioni del torneoMonte Carlo Masters  2001 prevedevano 32 partecipanti di cui 8 sono entrati nel tabellone principale.

## Teste di serie
1. Nicolás Massú (primo turno)
2. Joan Balcells (Qualificato)
3. Alberto Martín (Qualificato)
4. Agustín Calleri (ultimo turno)
5. Karol Kučera (Qualificato)
6. Ivan Ljubičić (Qualificato)
7. Mariano Zabaleta (primo turno)
8. Magnus Gustafsson (Qualificato)

1. Galo Blanco (Qualificato)
2. Michel Kratochvil (ultimo turno)
3. Jan Siemerink (primo turno)
4. Michail Južnyj (Qualificato)
5. Antony Dupuis (ultimo turno)
6. Paul-Henri Mathieu (primo turno)
7. Cyril Saulnier (primo turno)
8. John van Lottum (primo turno)

## Qualificati
1. Markus Hipfl
2. Joan Balcells
3. Alberto Martín
4. Michail Južnyj

1. Karol Kučera
2. Ivan Ljubičić
3. Galo Blanco
4. Magnus Gustafsson

## Tabellone

### Legenda
| - Q = Qualificato - WC = Wild card - LL = Lucky loser | - ALT = Alternate - SE = Special Exempt - PR = Protected Ranking | - w/o = Walkover - r = Ritirato - d = Squalificato |

### Sezione 1
|  | Primo turno | Primo turno     | Primo turno     | Primo turno | Primo turno |  |  | Ultimo turno    | Ultimo turno    | Ultimo turno    | Ultimo turno | Ultimo turno |  |
|  |             |                 |                 |             |             |  |  |                 |                 |                 |              |              |  |
|  |             | Andrea Gaudenzi | Andrea Gaudenzi | 6           | 6           |  |  |                 |                 |                 |              |              |  |
|  | 1           | Nicolás Massú   | Nicolás Massú   | 3           | 1           |  |  | Andrea Gaudenzi | Andrea Gaudenzi | Andrea Gaudenzi | 3            | 1            |  |
|  |             | Markus Hipfl    | Markus Hipfl    | 7           | 6           |  |  | Markus Hipfl    | Markus Hipfl    | Markus Hipfl    | 6            | 6            |  |
|  | 11          | Jan Siemerink   | Jan Siemerink   | 5           | 3           |  |  |                 |                 |                 |              |              |  |

### Sezione 2
|  | Primo turno | Primo turno       | Primo turno       | Primo turno | Primo turno |  |  | Ultimo turno | Ultimo turno   | Ultimo turno   | Ultimo turno | Ultimo turno |  |
|  |             |                   |                   |             |             |  |  |              |                |                |              |              |  |
|  | 2           | Joan Balcells     | Joan Balcells     | 7           | 6           |  |  |              |                |                |              |              |  |
|  |             | Nikolaj Davydenko | Nikolaj Davydenko | 5           | 2           |  |  | 2            | Joan Balcells  | Joan Balcells  | 6            | 6            |  |
|  |             | Cyril Saulnier    | 6(1)              | 6           | 6           |  |  |              | Cyril Saulnier | Cyril Saulnier | 2            | 4            |  |
|  | 15          | Andrej Stoljarov  | 7                 | 4           | 1           |  |  |              |                |                |              |              |  |

### Sezione 3
|  | Primo turno | Primo turno     | Primo turno    | Primo turno | Primo turno |  |  | Ultimo turno | Ultimo turno    | Ultimo turno    | Ultimo turno | Ultimo turno |  |
|  |             |                 |                |             |             |  |  |              |                 |                 |              |              |  |
|  | 3           | Alberto Martín  | Alberto Martín | 6           | 6           |  |  |              |                 |                 |              |              |  |
|  |             | Stéphane Huet   | Stéphane Huet  | 0           | 3           |  |  | 3            | Alberto Martín  | Alberto Martín  | 6            | 7            |  |
|  |             | John van Lottum | 6              | 1           | 6           |  |  |              | John van Lottum | John van Lottum | 3            | 68           |  |
|  | 16          | Sargis Sargsian | 2              | 6           | 3           |  |  |              |                 |                 |              |              |  |

### Sezione 4
|  | Primo turno | Primo turno      | Primo turno | Primo turno | Primo turno |  |  | Ultimo turno | Ultimo turno    | Ultimo turno | Ultimo turno | Ultimo turno |  |
|  |             |                  |             |             |             |  |  |              |                 |              |              |              |  |
|  | 4           | Agustín Calleri  | 3           | 6           | 6           |  |  |              |                 |              |              |              |  |
|  |             | Michaël Llodra   | 6           | 1           | 4           |  |  | 4            | Agustín Calleri | 4            | 6            | 65           |  |
|  | 12          | Michail Južnyj   | 6           | 2           | 6           |  |  | 12           | Michail Južnyj  | 6            | 3            | 7            |  |
|  |             | Jacobo Diaz-Ruiz | 4           | 6           | 4           |  |  |              |                 |              |              |              |  |

### Sezione 5
|  | Primo turno | Primo turno       | Primo turno | Primo turno | Primo turno |  |  | Ultimo turno | Ultimo turno      | Ultimo turno      | Ultimo turno | Ultimo turno |  |
|  |             |                   |             |             |             |  |  |              |                   |                   |              |              |  |
|  | 5           | Karol Kučera      | 4           | 6           | 6           |  |  |              |                   |                   |              |              |  |
|  |             | Lars Burgsmüller  | 6           | 2           | 3           |  |  | 5            | Karol Kučera      | Karol Kučera      | 6            | 6            |  |
|  | 10          | Michel Kratochvil | 6           | 6(1)        | 6           |  |  | 10           | Michel Kratochvil | Michel Kratochvil | 2            | 3            |  |
|  |             | Tomáš Zíb         | 3           | 7           | 3           |  |  |              |                   |                   |              |              |  |

### Sezione 6
|  | Primo turno | Primo turno             | Primo turno             | Primo turno | Primo turno |  |  | Ultimo turno | Ultimo turno  | Ultimo turno  | Ultimo turno | Ultimo turno |  |
|  |             |                         |                         |             |             |  |  |              |               |               |              |              |  |
|  | 6           | Ivan Ljubičić           | Ivan Ljubičić           | 6           | 6           |  |  |              |               |               |              |              |  |
|  |             | Juan-Albert Viloca-Puig | Juan-Albert Viloca-Puig | 2           | 3           |  |  | 6            | Ivan Ljubičić | Ivan Ljubičić | 7            | 6            |  |
|  | 13          | Antony Dupuis           | 7                       | 64          | 6           |  |  | 13           | Antony Dupuis | Antony Dupuis | 6            | 4            |  |
|  |             | Kristian Pless          | 5                       | 7           | 3           |  |  |              |               |               |              |              |  |

### Sezione 7
|  | Primo turno | Primo turno      | Primo turno  | Primo turno | Primo turno |  |  | Ultimo turno | Ultimo turno  | Ultimo turno  | Ultimo turno | Ultimo turno |  |
|  |             |                  |              |             |             |  |  |              |               |               |              |              |  |
|  |             | Adrian Voinea    | 4            | 7           | 6           |  |  |              |               |               |              |              |  |
|  | 7           | Mariano Zabaleta | 6            | 64          | 2           |  |  |              | Adrian Voinea | Adrian Voinea | 3            | 3            |  |
|  | 9           | Galo Blanco      | Galo Blanco  | 6           | 6           |  |  | 9            | Galo Blanco   | Galo Blanco   | 6            | 6            |  |
|  |             | Renzo Furlan     | Renzo Furlan | 3           | 1           |  |  |              |               |               |              |              |  |

### Sezione 8
|  | Primo turno | Primo turno        | Primo turno       | Primo turno | Primo turno |  |  | Ultimo turno | Ultimo turno       | Ultimo turno       | Ultimo turno | Ultimo turno |  |
|  |             |                    |                   |             |             |  |  |              |                    |                    |              |              |  |
|  | 8           | Magnus Gustafsson  | Magnus Gustafsson | 6           | 6           |  |  |              |                    |                    |              |              |  |
|  |             | Christian Vinck    | Christian Vinck   | 4           | 3           |  |  | 8            | Magnus Gustafsson  | Magnus Gustafsson  | 6            | 6            |  |
|  |             | Paul-Henri Mathieu | 3                 | 6           | 6           |  |  |              | Paul-Henri Mathieu | Paul-Henri Mathieu | 1            | 4            |  |
|  | 14          | Sláva Doseděl      | 6                 | 3           | 1           |  |  |              |                    |                    |              |              |  |